# Els Xalets Quintana
Els Xalets Quintana o Urbanització Quintana és una barriada situada a Reus (Baix Camp), inclosa en l'Inventari del Patrimoni Arquitectònic de Catalunya i formada en la seva major part per cases unifamiliars amb jardí. Es troba al nord de la ciutat, entre l'ermita del Roser, la carretera de Montblanc i el barranc dels Gossos. A tocar, i per una de les sortides a la carretera de Montblanc, hi ha l'antiga Presó preventiva de Reus.
Cap als anys 1923-1924, el senyor Quintana, sastre de professió, propietari d'unes grans parades de vinya i de garrofers en aquella zona, s'hi va fer la primera casa, en va iniciar la parcel·lació i hi va donar el nom.

## Descripció
Té una extensió aproximada de sis hectàrees. El conjunt s'articula tenint com a centre una plaça octogonal, la Plaça de Gaudí, d'on surten carrers d'accés rodat i dos per a vianants. Hi ha habitatges d'una o de dues plantes amb sortida a un petit jardí, tanca amb reixa i porta de ferro. Els habitatges originals estan gairebé tots reformats. Alguns encara de la primera època tenen façana arrebossada, terrat amb balustres de pedra artificial, persianes de llibret, les tanques de l'eixida intercalant reixes de ferro i barana de pedra. En general els edificis no tenen una construcció massa bona. El projecte era inspirat en un model de ciutat jardí anglès o centreeuropeu.